# Sparkasse Neunkirchen (Saarland)
Die Sparkasse Neunkirchen ist eine saarländische Sparkasse mit Sitz in Neunkirchen. Sie ist eine Anstalt des öffentlichen Rechts und entstand am 1. November 1986 aus der Fusion der Kreis- und der Stadtsparkasse Neunkirchen.

## Organisationsstruktur
Das Geschäftsgebiet der Sparkasse Neunkirchen umfasst den Landkreis Neunkirchen, wobei der sogenannte Sparkassenzweckverband Neunkirchen (dem der Landkreis und die Stadt Neunkirchen als Mitglieder angehören) Träger der Sparkasse ist. Rechtsgrundlagen sind das Sparkassengesetz für das Saarland und die Satzung der Sparkasse. Organe der Sparkasse sind der Verwaltungsrat und der Vorstand. Die Sparkasse Neunkirchen ist Mitglied des Sparkassenverbandes Saar und über diesen auch im Deutschen Sparkassen- und Giroverband.

## Geschäftszahlen
Die Sparkasse Neunkirchen wies im Geschäftsjahr 2023 eine Bilanzsumme von 2,057 Mrd. Euro aus und verfügte über Kundeneinlagen von 1,475 Mrd. Euro. Gemäß der Sparkassenrangliste 2023 liegt sie nach Bilanzsumme auf Rang 233. Sie unterhält 18 Filialen/SB-Standorte und beschäftigt 364 Mitarbeiter.

## Sparkassen-Finanzgruppe
Die Sparkasse Neunkirchen ist Teil der Sparkassen-Finanzgruppe und gehört damit auch ihrem Haftungsverbund an. Er sichert den Bestand der Institute und sorgt dafür, dass sie auch im Fall der Insolvenz einzelner Sparkassen alle Verbindlichkeiten erfüllen können. Die Sparkasse vermittelt Bausparverträge der regionalen Landesbausparkasse, offene Investmentfonds der Deka und Versicherungen der Saarland Versicherung. Im Bereich des Leasing arbeitet die Sparkasse Neunkirchen mit der  Deutschen Leasing zusammen. Die Funktion der Sparkassenzentralbank nimmt die Landesbank Saar wahr.